# Ostoja Nieliska
Ostoja Nieliska este o arie protejată (arie de protecție specială avifaunistică — SPA) din Polonia întinsă pe o suprafață de 3.135,26 ha, integral pe uscat.

## Localizare
Centrul sitului Ostoja Nieliska este situat la coordonatele 50°46′26″N 23°01′35″E / 50.7738°N 23.0265°E.

## Înființare
Situl Ostoja Nieliska a fost declarat arie de protecție specială avifaunistică în octombrie 2007 pentru a proteja 36 de specii de animale.

## Biodiversitate
Situată în ecoregiunea continentală, aria protejată nu include niciun habitat protejat.
La baza desemnării sitului se află mai multe specii protejate de  păsări (36): pescăruș albastru (Alcedo atthis), rață lingurar (Anas clypeata), rață mare (Anas platyrhynchos), rață cârâitoare (Anas querquedula), fâsă-de-câmp (Anthus campestris), acvilă țipătoare mică (Aquila pomarina), rață roșie (Aythya nyroca), buhai de baltă (Botaurus stellaris), caprimulg (Caprimulgus europaeus), chirighiță-cu-obraz-alb (Chlidonias hybridus), chirighiță neagră (Chlidonias niger), barză albă (Ciconia ciconia), barză neagră (Ciconia nigra), erete de stuf (Circus aeruginosus), cristeiul de câmp (Crex crex), ciocănitoarea de stejar (Dendrocopos medius), ciocănitoare de grădină (Dendrocopos syriacus), ciocănitoare neagră (Dryocopus martius), presură de grădină (Emberiza hortulana), lișiță (Fulica atra), Gallinago media, cufundar polar (Gavia arctica), cufundar mic (Gavia stellata), cocor (Grus grus), codalb (Haliaeetus albicilla), stârc pitic (Ixobrychus minutus), sfrâncioc roșiatic (Lanius collurio), pescăruș argintiu (Larus cachinnans), sitar de mâl (Limosa limosa), ferestraș mic (Mergus albellus), viespar (Pernis apivorus), bătăuș (Philomachus pugnax), cresteț cenușiu (Porzana parva), cresteț pestriț (Porzana porzana), chiră de baltă (Sterna hirundo), silvie porumbacă (Sylvia nisoria).